# Gabriel Grüber
 (avril 2023).
Pour les articles homonymes, voir Gruber.
Gabriel Grüber, né le 4 mai 1740 à Vienne (Autriche) et mort le 7 avril 1805 à Saint-Pétersbourg (Russie), est un prêtre jésuite, architecte et ingénieur hydraulicien autrichien. En 1784, il est réadmis parmi les jésuites de Russie et y devient en 1802 le second Supérieur Général (en Russie).

## Formation
À l'âge de 15 ans en 1755, Grüber entre dans la Compagnie de Jésus. De 1757 et durant trois années, il suit des études de latin, grec et philosophie à Graz (Autriche-Hongrie). En 1760 et l'année suivante, il continue ses études de langues à Vienne (Autriche). Durant l'année 1761 et suivante, ses études sur la connaissance des mathématiques l'amène à Trnava (Slovaquie). De 1763 à 1767, il suit des études de théologie à Graz où il est ordonné prêtre en 1766.

## Grüber, ingénieur
Grüber est un expert en hydrodynamique et en architecture et acquiert une bonne connaissance de la navigation et de son histoire. En 1769, il commence son activité de professeur de mathématiques, mécanique, hydraulique et ingénierie à l'école d'Ingénierie mécanique de Laibach (Slovénie). L'école enseigne la construction navale et les équipements portuaires.
Le jeune ingénieur, Grüber est également un constructeur passionné de maquettes de bateaux qu'il réalise entre 1774 et 1783. Beaucoup de ces maquettes sont présentes au Musée maritime de Ljubljana (Slovénie).
En 1773, après la suppression de la Compagnie de Jésus par le Pape Clément XIV, Grüber est présent en tant qu'ingénieur à la Cour de l'Empereur Joseph II jusqu'en 1784. Son expérience lui est utile, et pour les huit années suivantes, il devient l'architecte et le constructeur du palais Grüber (en) — un vaste édifice rococo qui est son manoir — pour ses recherches en physique et hydraulique. Il a également à disposition un observatoire astronomique. En 1965, ce palais devient le dépôt des archives de Slovénie.

## Retour chez les Jésuites
La rumeur se répandant partout en Europe que le pape Pie VI a discrètement approuvé l'existence des Jésuites en Russie. Grüber se rend en 1784 à Polotsk, une ville-frontière entre l'Union de Pologne-Lituanie et l'Empire russe pour y demander sa réadmission dans la Compagnie de Jésus, en Russie. Il devient membre de la communauté du collège de Polotsk.
Grüber étant en activité des fonctions d'ingénieur, chimiste, architecte, peintre, mécanicien et physicien. C'est avec son influence que le collège de Polotsk devient une fameuse académie de science technique. Il apporte ses connaissances à la cour de Catherine II et proche de son successeur, le tsar Paul Ier. À sa demande, il réorganise l'enseignement technique dans tout l'Empire russe. En 1800, Grüber devient le premier recteur du Collège aristocratique à l'Université d'État de Saint-Pétersbourg.

## Supérieur général

### Élection
Devenu un proche confident de Paul Ier et vivant à Saint-Pétersbourg, Grüber discute souvent avec lui des affaires de la Compagnie, au nom de Franciszek Kareu, Vicaire général en Russie dont, en 1797, il devient officiellement l'Assistant.
En 1801, le Pape Pie VII nomme le bref Catholicae fidei en approuvant — cette fois publiquement — l'existence des Jésuites en Russie et nommant le Vicaire Temporaire Franciszek Kareu Supérieur des Jésuites résidant en Russie. Après sa mort, Grüber est élu comme son successeur (Congrégation régionale de Polotsk, 1802).
L'approbation officielle de l'existence des Jésuites en Russie conduit un grand nombre de candidats — venant des quatre coins d’Europe — et anciens Jésuites à Polotsk : 104 arrivées entre 1803 et 1805, 28 étant déjà prêtres. En 1820, les Jésuites seront 320 en Russie et le groupe devient international.

### Nouveaux engagements apostoliques
Avec l'approbation pontificale et l'accroissement du nombre des membres, les activités apostoliques des Jésuites augmentent et se diversifient, mais toujours avec une attention première à l'éducation, raison principale de leur existence en Russie. En 1803, l'important collège des Nobles est ouvert à Saint-Petersbourg. Le programme d'études, nommé le Ratio Studiorum, est adapté avec davantage de sciences, de langues modernes (français et allemand) au programme. La langue d'instruction devient le russe au détriment du latin.
La Compagnie retrouve sa vocation missionnaire et se répand dans tout l'empire de Russie et pas seulement dans ses centres les plus importants. En 1803, pionnier dans l'âme, Grüber ouvre plusieurs missions parmi les Allemands de la Volga à Saratov, en 1804 à Riga (Lettonie) et en 1805 à Astrakhan (Russie), où les écoles et les activités agricoles sont développées. Une tentative infructueuse, par manque de la permission de la Propaganda Fide, de l'envoie de trois jésuites en direction de la Chine en passant par Lisbonne est effectué.

### Préparant la restauration
La restauration universelle de la Compagnie de Jésus est dans l'air. Le pape Pie VII y est clairement favorable. Pour la préparer, dès 1803, Grüber organise la possibilité d'une affiliation personnelle à l'Ordre religieux pour tout ancien jésuite qui le souhaite, quel que soit son lieu de résidence.
Les premiers à bénéficier de cette mesure sont les jésuites anglais. Grüber nomme un provincial en Angleterre en 1803 et le 27 septembre de la même année, un noviciat est ouvert à Stonyhurst avec treize novices. John Carroll, ancien jésuite et premier évêque de Baltimore organise l'affiliation des jésuites d'Amérique, avec l'approbation de Grüber.
Par ailleurs Grüber envoie son représentant, le père Angiolini à Parme et à Naples — deux royaumes qui ont officiellement demandé l'aide des Jésuites de Russie — pour y négocier leur retour à Parme et Naples.
Cependant les problèmes politiques s'accroissent avec le tsar Alexandre Ier ainsi qu'avec l'évêque de Polotsk. Après la mort de Grüber, la situation des Jésuites en Russie devient précaire.
Gabriel Grüber meurt accidentellement dans l'incendie de sa résidence, à Saint-Pétersbourg, le 7 avril 1805.